# Dave Wottle
David James Wottle, detto Dave (Canton, 7 agosto 1950), è un ex mezzofondista statunitense, vincitore della medaglia d'oro degli 800 metri piani ai Giochi olimpici di Monaco di Baviera del 1972.

## Biografia
Si mise in evidenza nel 1970 giungendo secondo nella gara sul miglio ai campionati NCAA, nel corso dei quali migliorò di quasi 4 secondi il suo primato personale sulle 880 iarde portandolo a 1'47"8. L'anno seguente erano stati pronosticati per lui grandi risultati, ma fu costretto a saltare l'intera stagione per infortunio. Non tradì le attese nel 1972: iniziò vincendo sulle 880 iarde ai campionati NCAA indoor, quindi vinse il campionato AAU sugli 800 metri e successivamente giunse primo ai trials di qualificazione per le Olimpiadi eguagliando il record mondiale con il tempo di 1'44"3.
Alle Olimpiadi di Monaco si fece notare per due caratteristiche che lo resero inconfondibile: l'abbigliamento in corsa, caratterizzato da un appariscente cappellino da golf, e la tattica di gara, che lo vedeva invariabilmente attendere nelle posizioni di retrovia per oltre metà gara per poi sorpassare tutti negli ultimi 200 metri. Ripeté questa condotta di gara anche nella finale, che lo vide prevalere per soli 3 centesimi di secondo sul sovietico Jevhen Aržanov. Nella stessa Olimpiade partecipò anche alla gara sui 1500 m, ma fu eliminato in semifinale.
Nel 1973 vinse la gara sul miglio ai campionati NCAA.

## Palmarès
| Anno | Manifestazione  | Sede   | Evento     | Risultato  | Prestazione | Note |
| ---- | --------------- | ------ | ---------- | ---------- | ----------- | ---- |
| 1972 | Giochi olimpici | Monaco | 800 metri  | Oro        | 1'45"86     |      |
| 1972 | Giochi olimpici | Monaco | 1500 metri | semifinale | 3'41"6      |      |